# Rives-en-Seine
Rives-en-Seine ist eine französische Gemeinde mit 4.044 Einwohnern (Stand: 1. Januar 2022) im Département Seine-Maritime in der Region Normandie. Sie gehört zum Arrondissement Rouen und zum Kanton Port-Jérôme-sur-Seine. Die Einwohner werden Seino-Riverains genannt.
Die Gemeinde entstand als Commune nouvelle im Zuge einer Gebietsreform zum 1. Januar 2016 durch die Fusion der drei ehemaligen Gemeinden Caudebec-en-Caux, Saint-Wandrille-Rançon und Villequier, die nun Ortsteile von Rives-en-Seine darstellen. Caudebec-en-Caux fungiert dabei als „übergeordneter Ortsteil“ als Verwaltungssitz.
Die Gemeinde ist der Standort der Abtei Saint-Wandrille.

## Gliederung
| Ortsteil                           | ehemaliger INSEE-Code | Fläche (km²) | Einwohnerzahl (2013) |
| ---------------------------------- | --------------------- | ------------ | -------------------- |
| Caudebec-en-Caux (Verwaltungssitz) | 76164                 | 04,93        | 8138                 |
| Saint-Wandrille-Rançon             | 76659                 | 18,11        | 1196                 |
| Villequier                         | 76742                 | 11,10        | 0755                 |